# 二溴甲烷
二溴甲烷（化學式：CH2Br2），是一种鹵代甲烷。它微溶於水中，易溶於四氯化碳、醚及甲醇。它的折射率為1.5419（20 °C，D）。

## 制备
二溴甲烷可以用亞砷酸鈉、氫氧化钠和三溴甲烷为原料，通過以下反應制备：
CHBr3 + Na3AsO3 + NaOH → CH2Br2 + Na3AsO4 + NaBr
另一種方法是從二碘甲烷及溴制取二溴甲烷。

## 天然的出現
二溴甲烷是由海洋水藻天然地生產及釋放到海洋。把二溴甲烷釋放於土壤中會使之蒸發及在土地中過濾。把二溴甲烷釋放於水中會因揮發（半衰期為5.2小時）而使之流失。它未有顯著的分解生物學或對生物學造成影響。在大氣中，二溴甲烷會因為光化學地生產羥基部的反應而流失。估計此反應的半衰期為213日。

## 外部連結
- 国际化学品安全卡0354
- 食物中殺蟲劑殘餘物 - 1979年 - 二溴甲烷（页面存档备份，存于）
- MSDS - 牛津大學（页面存档备份，存于）
- MSDS - sciencelab.com（页面存档备份，存于）